# Lista de prêmios e indicações recebidos por Wanessa Camargo
Lista de prêmios e indicações recebidos pela cantora brasileira Wanessa Camargo. Em 2000 assinou com a BMG e lançou seu primeiro álbum de estúdio, o homônimo Wanessa Camargo, apostando em um estilo musical focado no country pop. O disco vendeu 300 mil cópias, trazendo como singles "O Amor não Deixa", "Apaixonada por Você" e "Eu Posso Te Sentir". Em 2001, lança seu segundo álbum homônimo, Wanessa Camargo, liberando para as rádios as faixas "Eu Quero Ser o Seu Amor", "Tanta Saudade" e "Gostar de Mim", vendendo um total de 300 mil cópias. Em 2002 passa por uma transformação, trocando o country pela música pop dançante com o terceiro disco homônimo, Wanessa Camargo. O disco vendeu 350 mil cópias e trazendo as faixas "Um Dia... Meu Primeiro Amor" e "Sem Querer". Em 2004 deixa o programa Jovens Tardes para lançara seu primeiro álbum ao vivo,  Transparente - Ao Vivo, embalado pelas faixas "Metade de Mim" e "Me Engana que Eu Gosto".
Em 2005 passa por uma reformulação com o lançamento do álbum W, aderindo à música dance-pop e compondo onze das quinze canções. Neste trabalho foram retirados seus singles de maior sucesso na carreira, "Amor, Amor" e "Não Resisto a Nós Dois", além dos promocionais "Relaxa" e Culpada". Em 2007 passa a adotar o nome artístico apenas de Wanessa, deixando de lado seu sobrenome, e lança o disco Total, o qual vende 100 mil cópias, marcado pelo faixa "Me Abrace". Em 2009 lança sua primeira canção em inglês, "Fly", com o rapper Ja Rule, presente em seu sexto disco,  intitulado Meu Momento. Em 2010 decide se dedicar à música eletrônica, liberando o EP Você não Perde por Esperar e, em 2011 lança o álbum DNA, com canções totalmente em inglês. Em 2013 lança seu segundo álbum ao vivo, DNA Tour.

## DJ Sound Awards
| Ano  | Categoria              | Nomeação | Resultado | Ref.  |
| ---- | ---------------------- | -------- | --------- | ----- |
| 2012 | Artista Dance Nacional | Wanessa  | Venceu    | [ 2 ] |
| 2013 | Artista Dance Nacional | Wanessa  | Indicado  |       |

## Jóia de JK (Cicesp)
| Ano  | Categoria            | Nomeação | Resultado | Ref.  |
| ---- | -------------------- | -------- | --------- | ----- |
| 2007 | Personalidade do Ano | Wanessa  | Venceu    | [ 3 ] |

## MTV Video Music Brasil
| Ano  | Categoria            | Nomeação           | Resultado | Ref.  |
| ---- | -------------------- | ------------------ | --------- | ----- |
| 2001 | Escolha da Audiência | "O Amor Não Deixa" | Indicado  | [ 4 ] |
| 2005 | Escolha da Audiência | "Metade de Mim"    | Indicado  | [ 5 ] |
| 2009 | Hit do Ano           | "Fly"              | Indicado  | [ 6 ] |
| 2009 | Artista Pop          | Wanessa            | Indicado  | [ 6 ] |

## Meus Prêmios Nick
| Ano  | Categoria  | Nomeação | Resultado | Ref.  |
| ---- | ---------- | -------- | --------- | ----- |
| 2007 | Pro-Social | Wanessa  | Venceu    | [ 7 ] |

## Prêmio DNA da Balada
| Ano  | Categoria                      | Nomeação                | Resultado | Ref.  |
| ---- | ------------------------------ | ----------------------- | --------- | ----- |
| 2014 | Melhor Cantora Nacional        | Wanessa                 | Venceu    | [ 8 ] |
| 2014 | Melhor Featuring               | Beast (feat Wanessa)    | Venceu    | [ 8 ] |
| 2015 | Melhor Cantora Nacional        | Wanessa                 | Venceu    | [ 9 ] |
| 2015 | Melhor Featuring               | Wanna Be (feat Wanessa) | Venceu    | [ 9 ] |
| 2015 | Melhor Música Nacional (Pista) | Wanna Be (feat Wanessa) | Venceu    | [ 9 ] |

## Prêmio Jovem Brasileiro
| Ano  | Categoria            | Nomeação | Resultado | Ref.   |
| ---- | -------------------- | -------- | --------- | ------ |
| 2008 | Melhor Cantora Jovem | Wanessa  | Venceu    | [ 10 ] |
| 2009 | Melhor Cantora Jovem | Wanessa  | Venceu    | [ 10 ] |
| 2010 | Melhor Cantora Jovem | Wanessa  | Indicado  | [ 10 ] |
| 2011 | Melhor Cantora Jovem | Wanessa  | Venceu    | [ 10 ] |
| 2012 | Melhor Cantora Pop   | Wanessa  | Venceu    | [ 11 ] |

## Prêmio Multishow de Música Brasileira
| Ano  | Categoria         | Nomeação | Resultado | Ref.   |
| ---- | ----------------- | -------- | --------- | ------ |
| 2001 | Artista Revelação | Wanessa  | Venceu    | [ 12 ] |
| 2010 | Melhor Cantora    | Wanessa  | Indicado  | [ 13 ] |

## Prêmio iBest
| Ano  | Categoria   | Nomeação        | Resultado | Ref.                |
| ---- | ----------- | --------------- | --------- | ------------------- |
| 2004 | Melhor Site | Wanessa Camargo | Venceu    | [carece de fontes?] |
| 2005 | Melhor Site | Wanessa Camargo | Venceu    | [carece de fontes?] |
| 2006 | Melhor Site | Wanessa Camargo | Venceu    | [carece de fontes?] |
| 2007 | Melhor Site | Wanessa Camargo | Venceu    | [carece de fontes?] |

## Prêmio MZOTV
| Ano  | Categoria                    | Nomeação | Resultado | Ref.   |
| ---- | ---------------------------- | -------- | --------- | ------ |
| 2010 | Especial 10 Anos de Carreira | Wanessa  | Venceu    | [ 14 ] |
| 2011 | Cantora Nacional             | Wanessa  | Venceu    | [ 14 ] |

## Prêmio M.A
| Ano  | Categoria               | Nomeação | Resultado | Ref.   |
| ---- | ----------------------- | -------- | --------- | ------ |
| 2015 | Melhor Artista Feminina | Wanessa  | Venceu    | [ 15 ] |
| 2015 | Hit Nacional            | Wanna Be | Venceu    | [ 15 ] |

## Prêmio Reggaeton Brasil
| Ano  | Categoria                          | Nomeação   | Resultado | Ref.   |
| ---- | ---------------------------------- | ---------- | --------- | ------ |
| 2013 | Melhor Música Visitante Brasileira | Amor, Amor | Venceu    | [ 16 ] |

## Prêmio Destaque do Ano Mais Ação
| Ano  | Categoria      | Nomeação | Resultado | Ref.                |
| ---- | -------------- | -------- | --------- | ------------------- |
| 2010 | Melhor Cantora | Wanessa  | Venceu    | [carece de fontes?] |

## Ômega Hitz Awards
| Ano  | Categoria                  | Nomeação          | Resultado | Ref.   |
| ---- | -------------------------- | ----------------- | --------- | ------ |
| 2011 | Performance Nacional       | Wanessa           | Venceu    | [ 17 ] |
| 2011 | Videocipe E.Music Nacional | "Sticky Dough"    | Venceu    | [ 17 ] |
| 2011 | Prêmio Programação         | "Sticky Dough"    | Venceu    | [ 17 ] |
| 2012 | Performance Nacional       | Wanessa           | Venceu    | [ 18 ] |
| 2012 | Turnê                      | DNA Tour          | Venceu    | [ 18 ] |
| 2013 | Performance Nacional       | Wanessa           | Venceu    | [ 19 ] |
| 2013 | Produção Nacional          | "Shine It On"     | Venceu    | [ 19 ] |
| 2013 | Turnê                      | DNA Tour          | Venceu    | [ 19 ] |
| 2014 | Turnê                      | DNA Reloaded Tour | Venceu    | [ 20 ] |

## Ordem dos Músicos do Brasil
| Ano  | Categoria       | Nomeação | Resultado | Ref.   |
| ---- | --------------- | -------- | --------- | ------ |
| 2011 | Honra ao Mérito | Wanessa  | Venceu    | [ 21 ] |

## Troféu Imprensa
| Ano  | Categoria      | Nomeação | Resultado | Ref.   |
| ---- | -------------- | -------- | --------- | ------ |
| 2002 | Melhor Cantora | Wanessa  | Indicado  | [ 22 ] |

## Troféu Internet
| Ano  | Categoria      | Nomeação | Resultado | Ref.   |
| ---- | -------------- | -------- | --------- | ------ |
| 2010 | Melhor Cantora | Wanessa  | Venceu    | [ 23 ] |

## Troféu Arrasa
| Ano  | Categoria      | Nomeação | Resultado | Ref.   |
| ---- | -------------- | -------- | --------- | ------ |
| 2015 | Melhor Cantora | Wanessa  | Venceu    | [ 24 ] |

## VEVO New Awards
| Ano  | Categoria               | Nomeação | Resultado | Ref.   |
| ---- | ----------------------- | -------- | --------- | ------ |
| 2015 | Melhor Artista Nacional | Wanessa  | Indicado  | [ 25 ] |

## Rankings
| Ano  | Título     | Categoria                                         | Nomeação     | Resultado | Ref.   |
| ---- | ---------- | ------------------------------------------------- | ------------ | --------- | ------ |
| 2012 | Ômega Hitz | Clipes Mais Populares da Cena Eletrônica Nacional | Sticky Dough | 1º        | [ 26 ] |
| 2014 | Glam'Mag   | Cantora Mais Sexy do Mundo                        | Wanessa      | 1º        | [ 27 ] |
| 2015 | Contém Pop | Rainha do Pop Brasileiro                          | Wanessa      | 2º        | [ 28 ] |
| 2015 | Glam'Mag   | Cantora Mais Sexy do Mundo                        | Wanessa      | 1º        | [ 27 ] |